# Gustave Gilbert
Gustave Mark Gilbert (ur. 30 września 1911 w Nowym Jorku, zm. 6 lutego 1977 tamże) – amerykański psycholog. Opublikował pisma zawierające spostrzeżenia dotyczące wysokiej rangi nazistowskich przywódców, zebrane w czasie procesów norymberskich, podczas których pełnił funkcję psychologa więziennego. Publikowane prace Gilberta nadal są przedmiotem badań na wielu uniwersytetach i uczelniach, w dziedzinie psychologii i historii.

## Wczesne życie
Gustave Gilbert urodził się w stanie Nowy Jork w 1911 roku jako syn żydowsko-austriackich imigrantów Ethel i Marcusa Gilbert. Zdobył stypendium w School for Ethical Culture w College Town Center w Nowym Jorku. W City College ukończył germanistykę, a 1939 uzyskał tytuł doktora psychologii na Uniwersytecie Columbia. Gilbert posiadał także dyplom American Board of Examiners z psychologii profesjonalnej.

## Udział w procesach norymberskich
Po przystąpieniu USA do II wojny światowej Gilbert został powołany jako psycholog wojskowy w randze porucznika. Ze względu na znajomość języka niemieckiego został wysłany do Europy jako oficer wywiadu wojskowego i uczestniczył w przesłuchiwaniach schwytanych niemieckich oficerów w ofensywie w Ardenach, a później w Berlinie.
20 października 1945 roku przybył do Norymbergi w Niemczech jako tłumacz Międzynarodowego Trybunału Wojskowego w sprawie procesów niemieckich więźniów II wojny światowej. Gilbert został mianowany psychologiem więziennym niemieckich więźniów. Wcześniej, jeszcze przed dniem zwycięstwa, widział upadek nazistowskiej machiny wojennej i dowody barbarzyństwa w miejscach takich jak niemiecki obóz koncentracyjny w Dachau. Jako dyplomowany psycholog interesował się, co skłoniło ludzi do przyłączenia się do ruchu nazistowskiego i dokonania takich zbrodni. Zezwolono mu na swobodny dostęp do więźniów od przedstawienia im zarzutów aż do wykonania wyroków. Umożliwiło mu to badanie reakcji i zachowań Hermanna Göringa, Joachima von Ribbentropa, Rudolfa Hessa, Ernsta Kaltenbrunnera, Alfreda Rosenberga, Hansa Franka, Wilhelma Fricka, Fritza Sauckela, Alberta Speera, Hjalmara Schachta, Walthera Funka, Franza von Papena, Konstantina von Neuratha, Baldura von Schiracha, Arthura Seyss-Inquarta, Juliusa Streichera, Wilhelma Keitela, Alfreda Jodla, Karla Dönitza, Hansa Fritzsche. Odręczne zapisy Gilberta będące odzwierciedleniem reakcji Ericha Raedera i Roberta Leya zaginęły.
Gilbert zastosował bardzo prostą metodę, polegającą na swobodnej rozmowie z oskarżonymi, w której występował w roli psychologa i łącznika. Istotny był również sam proces jako narzędzie badające system nazistowski i tworzących go ludzi. Nigdy nie prowadził notatek w ich obecności, ale spisywał skrupulatnie swoje obserwacje natychmiast po opuszczeniu celi, sali sądowej czy stołówki. Fragmenty tych obserwacji zostały opublikowane przez Gilberta w 1947 roku, zaś pełne wydanie Dziennika norymberskiego opublikowane zostało w 1961.
Gilbert, razem z porucznikiem Douglasem McGlashan Kelleyem, oficerem wojskowego wywiadu wojskowego armii Stanów Zjednoczonych, który pełnił funkcję głównego psychiatry w więzieniu norymberskim podczas procesów wojennych w Norymberdze, poddał 22 oskarżonych testowi Rorschacha. Przeprowadził też testy psychologiczne z udziałem Rudolfa Hessa, który do norymberskiego więzienia przybył z Anglii, gdzie przebywał po tajemniczym locie w 1941 roku, w stanie całkowitej amnezji. Na ich podstawie stwierdził: Testy psychologiczne, które przeprowadzałem w jego celi, wykazały poważne ograniczenie umysłowości, choć badany miał nieco wyższy od przeciętnego poziom inteligencji.

## Późniejsze życie
Po powrocie do USA w 1946 r. dr Gilbert przyjął stanowisko profesora nadzwyczajnego z psychologii na Uniwersytecie Princeton. Przez rok pracował jako główny psycholog w szpitalu Veterans Administration Hospital w Northport na Long Island, gdzie zajmował się weteranami I i II wojny światowej, którzy przeszli załamanie nerwowe. Zajmował także stanowisko profesora nadzwyczajnego na Michigan State University, a następnie kierował Wydziałem Psychologii w Long Island University.
W 1950 Gilbert opublikował książkę The psychology of dictatorship: based on an examination of the leaders of Nazi Germany, w której podjął próbę przedstawienia profilu psychologicznego zachowania Adolfa Hitlera opartą na wnioskach, z codziennych, w okresie roku kontaktów w więzieniu w Norymberdze, z siedmioma czołowymi niemieckimi przywódcami pod kątem badania osobowości Hitlera.
We wrześniu 1954, jako profesor psychologii Michigan State College, Gilbert uczestniczył w 62 dorocznej konwencji Amerykańskiego Towarzystwa Psychologicznego w Nowym Jorku. Gilbert był częścią czteroosobowego panelu omawiającego „Psychologiczne podejście do problemu anty-intelektualizmu”. Od 1959 był przewodniczącym Wydziału Psychologii Uniwersytetu Long Island na Brooklynie, gdzie pełnił tę funkcję przez 17 lat.
W 1961 został wezwany do złożenia zeznań w procesie Adolfa Eichmanna w Jerozolimie, oskarżonego o mordowanie i torturowanie tysięcy Żydów. Gilbert zeznając w dniu 29 maja 1961, powiedział: ...w owym czasie [...] Eichmann [...] nie cieszył się większym uznaniem u głównych nazistowskich zbrodniarzy wojennych. Sąd postanowił nie uwzględniać psychologicznych analiz więźniów w Norymberdze w ramach jego zeznań.
Rok przed śmiercią przeszedł na emeryturę, ale pozostał na uniwersytecie jako profesor psychologii. Zmarł w szpitalu North Shore University Hospital po krótkiej chorobie. Miał 65 lat.

## Publikacje
- Dynamic psychophysics and the phi phenomenon, 1939
- Dziennik norymberski, 1947
- Hermann Göring: Amiable Psychopath. Journal of Abnormal and Social Psychology, 43, s. 211–229, 1948
- The Psychology of Dictatorship; Based on an examination of the leaders of Nazi Germany, 1950
- Stereotype persistence and change among college students. Journal of Abnormal and Social Psychology, 46, s. 245–254, 1951
- A survey of ‘referral problems’ in metropolitan child guidance centers. Journal of Clinical Psychology, 13, s. 37–42, 1957
- The mentality of SS murderous robots. Yad Vashem Studies, 5, s. 35–41, 1963

## Przedstawienie w kulturze popularnej
Postać Gustava Gilberta przedstawiona przez aktorów w produkcjach filmowych:
- Jan Englert w inscenizacji w formie fabularyzowanego filmu dokumentalnego z 1970 Epilog norymberski w reżyserii Jerzego Antczaka
- Matt Craven w serialu TV z 2000 Norymberga w reżyserii Yves Simoneau
- August Zirner w serialu TV z 2005 Speer i on w reżyserii Heinrich Breloer
- Robert Jezek w 2006 r. w serialu TV Norymberga – ostatnia batalia Göringa w reżyserii Peter Nicholson
- Adam Godley w 2006 r. w serialu TV Proces norymberski w reżyserii: Paul Bradshaw, Nigel Paterson, Michael Wadding

Gusrave Gilbert jest jednym z bohaterów książki Jack El-Hai, The Nazi and the Psychiatrist: Hermann Göring, Dr. Douglas M. Kelley, and a Fatal Meeting of Minds at the End of WWII, którą autor poświęca pięciu psychiatrom i psychologom pracującym w więzieniu w Norymberdze podczas procesów nazistów.